# Marcel Mercier
Marcel Mercier, né à Metz le 18 avril 1911 et mort à Montigny-lès-Metz le 20 mai 1996 est un pianiste compositeur français. Excellent pédagogue, il a formé plusieurs générations de pianistes en Lorraine. Il est le père du chef d'orchestre Jacques Mercier.

## Biographie
Marcel Mercier naît à Metz le 18 avril 1911. Ayant montré des aptitudes à l'apprentissage de la musique, Marcel Mercier est inscrit au conservatoire de musique de Metz, où il apprend le piano, l'orgue et la flûte. Il entre ensuite à la Schola Cantorum de Paris dirigée par Vincent d'Indy et compose son premier concerto pour piano en 1934.
Il parfait sa formation théorique à l'École normale de musique de Paris, dans les classes d'Alfred Cortot et de Nadia Boulanger.
Mobilisé en 1939, il dirige un orchestre du théâtre aux armées durant la drôle de guerre. Devenu professeur au conservatoire de Metz en 1945, Marcel Mercier s'installe à Metz où il enseigne le piano. Pendant de nombreuses années, il participe activement à la vie musicale messine. Marcel Mercier décède à Metz en 1996, tout juste cent ans après Clara Schumann.
Marcel Mercier est le compositeur de Apolliniennes, sous-titrée Thème et variations sur le nom d'un ami, Toccata et La Nuit illuminée ; ainsi que l'auteur d'un recueil de poèmes, Le Garçon d'orchestre. Il est le père du chef d'orchestre Jacques Mercier.

## Enregistrement
- Un testament musical : Bach-Busoni (cinq chorals), Liszt (Saint-François marchant sur les flots), Mozart (Sonate K. 310) et Mercier (Apolliniennes, Toccata) – Marcel Mercier, piano (juillet 1995, 111.AA02001)

## Sources
- La Sapience d'un pianiste rêveur, Marcel Mercier sur academiemetz.canalblog.com